# Chesnee
Chesnee est une ville située dans les comtés de Cherokee et de Spartanburg, dans l’État de Caroline du Sud, aux États-Unis. Lors du recensement de 2020, elle comptait 829 habitants.